# 早期地球

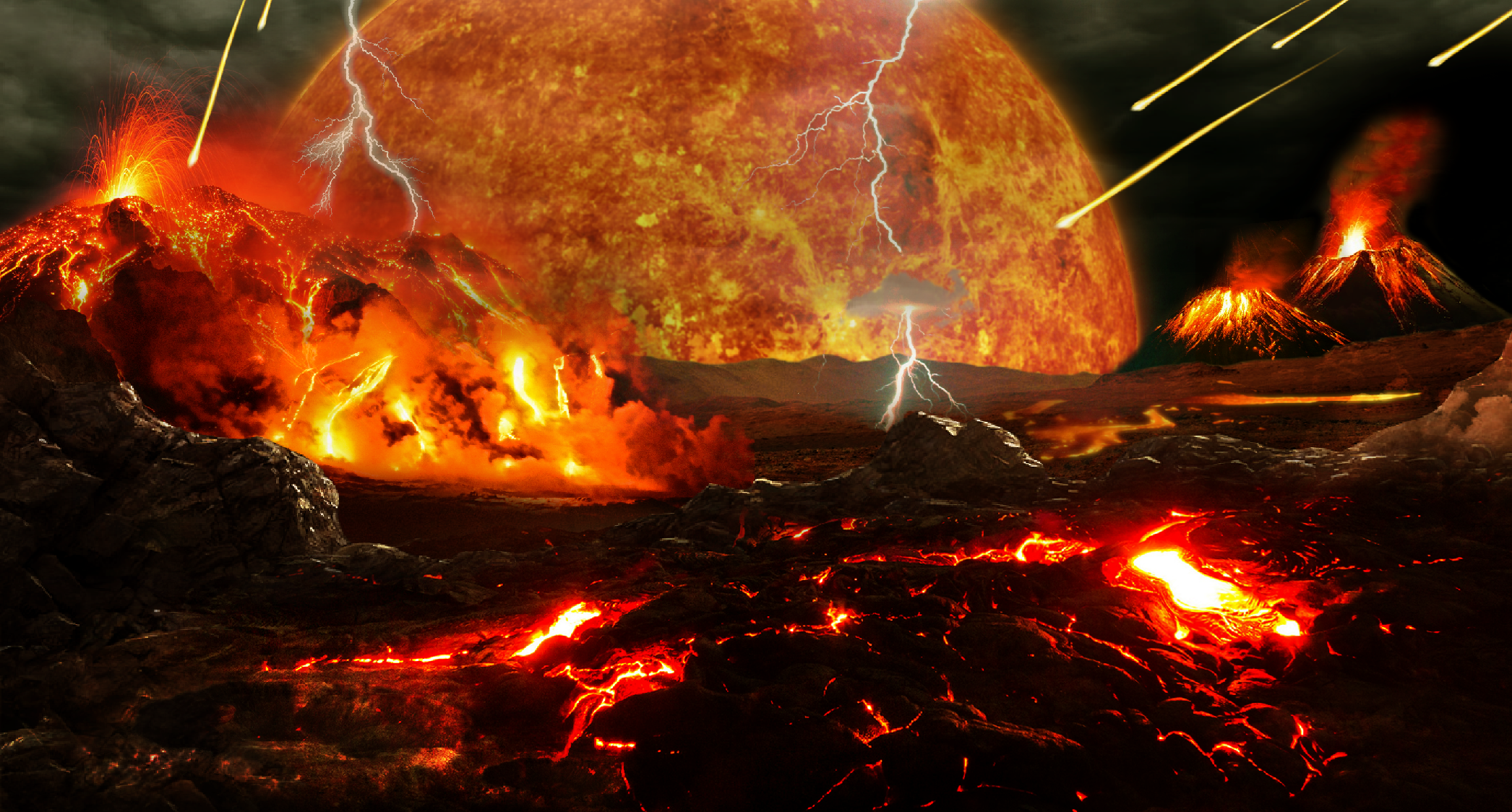
艺术家想象中的早期地球的地表状态

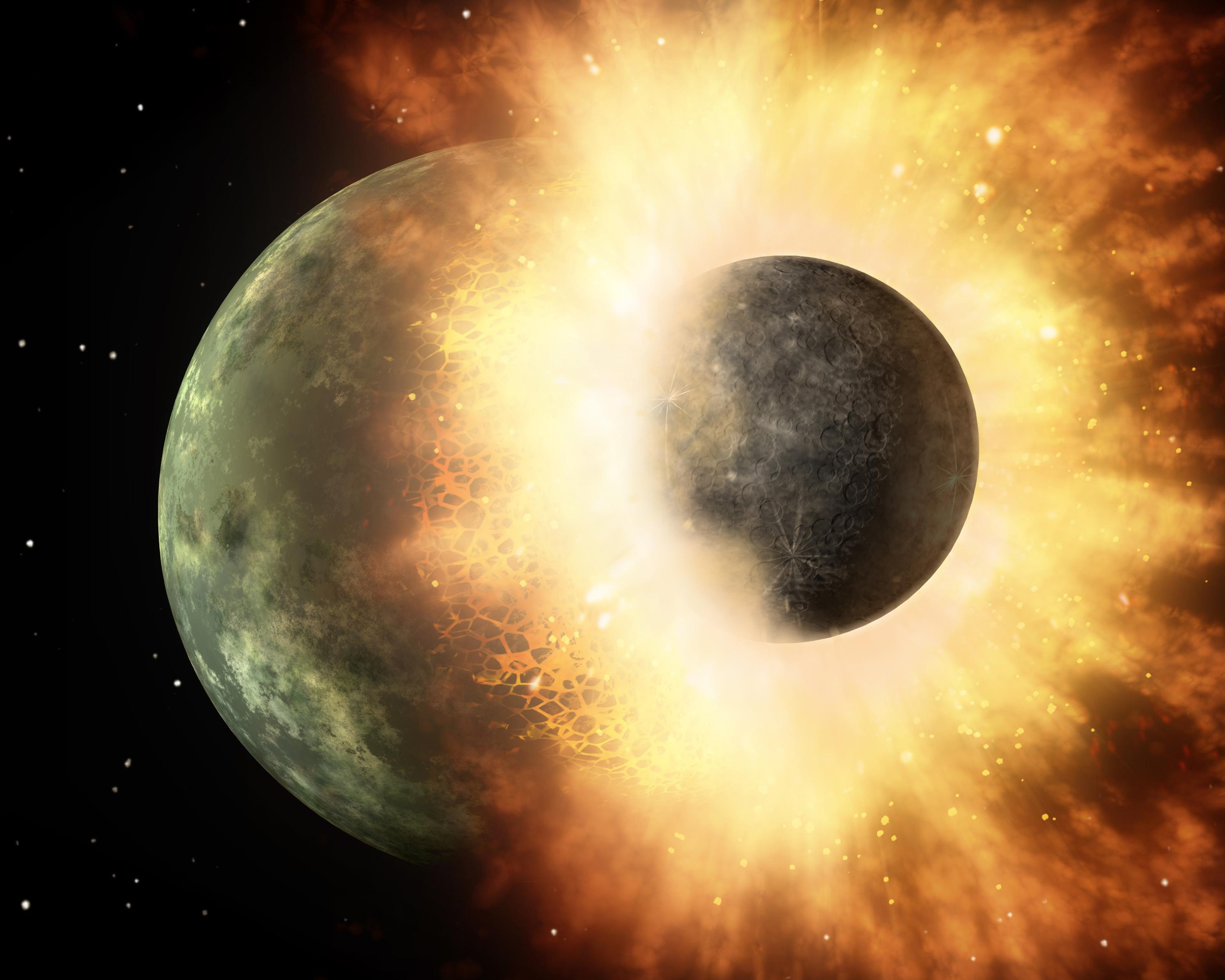
艺术家想象中的原始地球（盖亚）与忒伊亚之间的大碰撞

早期地球（英語：Early Earth）在地质学上用来描述地球历史第一个十亿年（或）的非正式称呼，即从约45.5亿年前（4.55 Ga）地球随太阳系形成开始到约35亿年前（3.5 Ga）始太古代结束为止，包括了全部冥古宙和太古宙的前三分之一。
地球的早期历史经历了其在太阳星云中通过吸积周边的原行星盘形成开始有内部熔融和核幔分化的原行星，最终积累了行星级别的质量形成了一个矮行星——即原始地球（Proto-Earth），也称“盖亚”（Gaia）。在约44～44.5亿年前，刚刚形成约1亿年的原始地球与可能来自地球轨道L4拉格朗日点的另一个矮行星——忒伊亚发生大碰撞，两者的行星核心和地幔在撞击中熔为一体形成了一个质量更大的标准行星——即现今意义上的地球，而被忒伊亚碰撞喷射到洛希极限以外的地壳/地幔碎片则重新吸积形成了月球。
大碰撞后的早期地球仍是一个熔岩行星，地表遍布涌出的岩浆，但大碰撞导致的侵蚀逃逸及其激发的释气已开始改变起初主要由氢气和氦气组成的原始大气。地球在38～41亿年前遭遇大量可能来自外太阳系的小行星和彗星不断侵入大气层并撞击地表，这些撞击体不断破坏地表的同时也带来了大量挥发成分，使得地球大气层在冥古宙末期最终变成了当时主要以氮气、甲烷和二氧化碳为主、偏还原性的次生大气。在后期重轰炸期结束后，终于彻底冷却固化的地球地壳开始形成最早的稳定陆核，而大气中的水蒸气也凝结降下形成了覆盖地表的超级海洋，地球也从此变成了一个海洋行星，并在之后的古太古代很快出现了已知最古老的生命。
虽然冥古宙时期几乎没有地壳可以存活，但在西澳大利亚的杰克山岗发现了一颗包裹在变质的砂砾岩中的锆石，来自于44.04±0.08亿年前，是最早的岩石。最早的表壳岩则来自于约38亿年前的早期地球晚期，大概与后期重轰炸期的巅峰同代。

## 研究历史
根据放射测年法证据，地球形成于约45.4±0.5亿年前。现今行星形成的主流科学理论认为地球类型的行星形成需要5000万到1亿年的时间，但近年来行星科学界出现了另一些说法并引发争论。比如在2023年6月，有一個科学团队声称发现了地球只需要300万年就能形成的证据。无论如何，在地球形成后的第一个十亿年间，地球在适居带中的位置、 其物理性质、海洋的形成和随后的地质经历都使得之后的生命起源成为可能。在第一个十亿年过后，深海的海底热泉附近很快就出现了以化合作用为基础的厌氧生物生态系统，目前确切的已知最古老的生命的化石证据来自于西澳大利亚发现的约34.8亿年前的叠层石。此外还有一些更古老的微体化石，比如在东加拿大努夫亚吉图克绿岩带发现的海底热泉沉淀可以达到42.8亿年前，虽然有观点认为这些其实并不是生物物质而是由地质运动途径产生的。
2020年11月，一个国际科学家团队发表报告声明早期地球的原始大气成分与米勒-尤里实验设定的条件完全不同。
- 艺术家想象中的冥古宙时期尚为熔岩行星的早期地球
- 艺术家想象中的太古宙时期的地球，因大气甲烷造成的雾霾而呈现橙色大气，因此也被NASA比喻为“暗淡橙点”（对应现今的“暗淡蓝点”）[29][30]